# Maorineta ambigua
Maorineta ambigua is een spinnensoort uit de familie hangmatspinnen (Linyphiidae). De soort komt voor op de Marshalleilanden, Carolinen en Cookeilanden.